# Jean-Georges Villepontoux
 (mars 2016).
Si vous disposez d'ouvrages ou d'articles de référence ou si vous connaissez des sites web de qualité traitant du thème abordé ici, merci de compléter l'article en donnant les références utiles à sa vérifiabilité et en les liant à la section « Notes et références ».
Jean-Georges Villepontoux (Bourgnac, 13 avril 1884 - Périgueux, 22 février 1963) fut au XXe siècle l'une des grandes figures de la Banque de France dont il dirigea le Contrôle Général. Il était également chevalier de la Légion d'honneur et membre de la Société de géographie.

## Biographie
Né à Bourgnac en Dordogne le 13 avril 1884 dans une famille d'instituteurs (son grand-père Pierre-Philippe Niocel et son oncle François Villepontoux, tous deux enseignants, publièrent chacun des ouvrages de mathématiques) il fait de brillantes études terminées à l'École Supérieure de Commerce de Bordeaux dont il devient lauréat en 1902 avec bourse d'études pour les États-Unis. 
Admis au concours de la Banque de France en 1904, son premier poste est Périgueux. Après avoir franchi la hiérarchie dans les différentes succursales de province (Tarbes, Bergerac, Roanne, Limoges, Nantes et Lyon) il s'installe à Paris en 1923.
Ses qualités professionnelles et ses vastes connaissances administratives incitent en effet le Secrétaire Général à lui confier la mise à jour et la refonte des règlements généraux qui codifient les opérations de la Banque de France. M. Villepontoux collabore également à la rédaction du nouveau règlement des succursales et dirige les enquêtes de la Commission des Études. Il surveille enfin l'application des réformes dont il avait fait adopter le principe.
Attaché par la suite aux services de la Direction Générale, il se voit confier d'importantes missions en Belgique, Hollande, Allemagne, Bulgarie et Yougoslavie. Il fait également chaque année de longs séjours en Italie et devient à Paris, Membre de Société de Géographie, présidée alors par le Maréchal Louis Franchet d'Esperey. En 1937, Jean-Georges Villepontoux est nommé Directeur des Services du  Contrôle Général de la Banque de France, l'une des plus importantes directions de la Banque Centrale.
Il assume ces mêmes fonctions durant la Seconde Guerre Mondiale dans un contexte particulièrement difficile avant d'achever sa brillante carrière en 1947. 
Salué unanimement par le personnel de la Banque, du Gouverneur, Henry de Bletterie, aux nombreux agents du Contrôle Général, M. Villepontoux se retire tout d'abord à Vincennes puis à Périgueux.
Veuf de Camille Lamothe, il épouse en secondes noces une cousine, Suzanne Lévêque.
En 1950, lors du 150e anniversaire de la Banque de France, sur une proposition du Ministre des Finances, Jean-Georges Villepontoux reçoit la croix de chevalier dans l'Ordre de la Légion d'honneur.
Il consacre sa retraite Périgourdine à la lecture, aux voyages ainsi qu'à la Société Archéologique et Historique du Périgord dont il fut l'un des administrateurs.  
Décédé à Périgueux le 22 février 1963, il repose aux côtés de ses parents et de sa seconde épouse dans le caveau familial au cimetière Saint-Georges de cette même ville.